# LEGO スーパー・ヒーローズ:ジャスティス・リーグ〈ゴッサム大脱出〉
『LEGO スーパー・ヒーローズ:ジャスティス・リーグ〈ゴッサム大脱出〉』（原題：Lego DC Comics Super Heroes: Justice League - Gotham City Breakout）は、2016年のアメリカ合衆国のコンピュータアニメーションによるスーパーヒーロー映画・冒険映画(オリジナルビデオ)である。レゴブロックと、DCコミックスによるアメリカン・コミック『ジャスティス・リーグ』を基にしている。

## キャスト
| 役名                                          | 原語版                 | 日本語吹き替え |
| --------------------------------------------- | ---------------------- | -------------- |
| ブルース・ウェイン / バットマン               | トロイ・ベーカー       | 山寺宏一       |
| クラーク・ケント/スーパーマン                 | ノーラン・ノース       | 花田光         |
| ダイアナ・プリンス / ワンダーウーマン         | グレイ・グリフィス     | 安達まり       |
| ヴィクター・ストーン / サイボーグ             | カリー・ペイトン       | 丸山壮史       |
| ジョーカー                                    | ジェイソン・スピサック | 藤原啓治       |
| ハーリーン・クインゼル博士 / ハーレイ・クイン | タラ・ストロング       | 矢作紗友里     |
| パメラ・アイズリー / ポイズン・アイビー       | ヴァネッサ・マーシャル | 氷青           |
| オズワルド・コブルポット / ペンギン           | トム・ケニー           | 川津泰彦       |
| デスストローク                                | ジョン・ディマジオ     | 乃村健次       |
| ジェームズ・ゴードン                          | エリック・バウザ       | 小野健一       |
| ディック・グレイソン / ナイトウィング         | ウィル・フリードル     | 小野塚貴志     |
| バーバラ・ゴードン / バットガール             | サラ・ハイランド       | 山川琴美       |
| ティム・ドレイク/ロビン                       | スコット・メンヴィル   | 斉藤壮馬       |
| ビーストボーイ                                | グレッグ・サイプス     | 宮田幸季       |
| スターファイアー                              | ヒンデン・ウォルチ     | 月本皇子       |